# Balthasar (Anatole France)
Pour les articles homonymes, voir Balthasar.
Balthasar est une nouvelle et un recueil de nouvelles d'Anatole France paru en 1889.

## Liste des nouvelles
- Balthasar : histoire du roi Balthasar qui surmonte son désir pour la reine de Saba.
- Le Réséda du curé : le péché par les narines.
- M. Pigeonneau : histoire d'un érudit ridicule et ridiculisé.
- La Fille de Lilith : rencontre avec l'une des filles de la femme primitive, Lilith, femme que le péché n'a pas atteint.
- Læta Acilia : rencontre de deux femmes qui conçoivent l'amour de manière très différente.
- L’Œuf rouge
- Abeille

## Consultation du livre
- Lire le fichier DjVu ou consulter l'index Wikisource de l'édition : Paris, Calmann-Lévy, sans date [1928].
- Fichier pdf de cette édition sur Wikisource.